# Liste de journaux au Kazakhstan
Voici une liste des journaux kazakhs :

## Un pouvoir très restrictif
Le pouvoir politique kazakh dirigé par Noursoultan Nazarbaïev se méfie grandement du pouvoir médiatique, par conséquent en suite des manifestations de grévistes du secteur pétrolier à Janaozen (ouest) en décembre 2011, l'État demande à la justice d'interdire deux journaux - l'hebdomadaire « Vzgliad » et le principal journal indépendant du pays « la Voix de la République » - qu'il obtient en novembre 2012 et d'étudier le cas pour huit autres journaux, la chaîne de télévision K+ et vingt-trois sites d'information kazakhs pour incitation au renversement du régime. Deux nouveaux mouvements d'opposition politiques sont également cités : Alga (reconstruit sur les ruines du parti politique « Choix démocratique du Kazakhstan » disparu en 2005) et le Khalyk Maïdany.

## Journaux
- Times of Central Asia journal indépendant fondé en 1999 couvrant Kazakhstan, Kirghizistan, Turkménistan et l'Ouzbékistan.
- Zhas Alash journal nationaliste nommé d'aaprès le mouvement Zhas Alash.
- Egemen Kazakhstan, journal national-patriote kazakh
- Caravan journal populaire
- Vremya journal populaire
- Kazakhskaya Pravda journal populaire
- Kazakhstanskaya Pravda journal officiel
- Astana Times, journal à vocation internationale

## Agence d'information
- Kazakhstan Today

## Journal en ligne
- Gazeta.kz journal en ligne officiel

## Autres sources d'information
- Les ambassades du Kazakhstan aux États-Unis et au Canada donnent des informations sur les développements récents que cela soit d'ordres historique, culturel ou traditionnel ainsi que pour les visas.

## Référence
1. ↑  Kazakhstan: deux journaux interdits, lefigaro.fr, le 16 novembre 2012.